# Minh
Minh är ett vietnamesiskt förnamn. I Sverige bärs namnet av 438 män och 178 kvinnor. Flest bär namnet i Skåne, där 104 män och 45 kvinnor har namnet.